# Campionat d'Espanya d'enduro 2012
La temporada de 2012 del Campionat d'Espanya d'enduro fou la 33a edició d'aquest campionat, organitzat per la Reial Federació Motociclista Espanyola. El calendari oficial constava de 7 proves puntuables. Tres de les proves programades es disputaren als Països Catalans: Enduro de Vinaròs, Enduro de Bassella i Dos Dies de Valls de Torroella.

## Classificació final

### Scratch
| Posició | Pilot                | Motocicleta | Punts |
| ------- | -------------------- | ----------- | ----- |
| 1       | Ivan Cervantes       | Gas Gas     | 230   |
| 2       | Joakim Ljunggren     | Husaberg    | 172   |
| 3       | Cristóbal Guerrero   | KTM         | 161   |
| 4       | Aarón Bernárdez      | ?           | 129   |
| 5       | Lorenzo Santolino    | Husqvarna   | 123   |
| 6       | Víctor Guerrero      | KTM         | 102   |
| 7       | Gonçalo Luis Cardoso | Gas Gas     | 101   |
| 8       | Jordi Figueras       | Gas Gas     | 98    |
| 9       | Armand Monleón       | KTM         | 98    |
| 10      | Luis Correia         | Yamaha      | 96    |

### Enduro 1
| Posició | Pilot                | Motocicleta | Punts |
| ------- | -------------------- | ----------- | ----- |
| 1       | Lorenzo Santolino    | Husqvarna   | 203   |
| 2       | Gonçalo Luis Cardoso | Gas Gas     | 183   |
| 3       | Arnau Solà           | Yamaha      | 180   |
| 4       | Víctor Guerrero      | KTM         | 160   |
| 5       | Josep Rallo          | Gas Gas     | 119   |
| 6       | Joan Jou             | Sherco      | 109   |
| 7       | José Manuel Morillo  | Sherco      | 99    |
| 8       | Mario Román          | KTM         | 98    |
| 9       | Gerard Esteve        | Sherco      | 95    |
| 10      | Víctor Cusí          | KTM         | 47    |

### Enduro 2
| Posició | Pilot              | Motocicleta | Punts |
| ------- | ------------------ | ----------- | ----- |
| 1       | Ivan Cervantes     | Gas Gas     | 236   |
| 2       | Armand Monleón     | KTM         | 172   |
| 3       | Cristóbal Guerrero | KTM         | 161   |
| 4       | Marc Solà          | KTM         | 148   |
| 5       | Guillem Parés      | Beta        | 131   |
| 6       | Luis Correia       | Yamaha      | 116   |
| 7       | Jaume Betriu       | Husaberg    | 93    |
| 8       | Joan Barreda       | Husqvarna   | 92    |
| 9       | Miquel Garcia      | Husaberg    | 86    |
| 10      | Pau Botella        | ?           | 61    |

### Enduro 3
| Posició | Pilot            | Motocicleta | Punts |
| ------- | ---------------- | ----------- | ----- |
| 1       | Joakim Ljunggren | Husaberg    | 219   |
| 2       | Aarón Bernárdez  | ?           | 187   |
| 3       | Jordi Figueras   | Gas Gas     | 165   |
| 4       | Oriol Mena       | Husaberg    | 124   |
| 5       | Borja Nieto      | Husaberg    | 117   |
| 6       | Juan Pérez       | KTM         | 114   |
| 7       | Joan Pedrero     | KTM         | 110   |
| 8       | Marc Calmet      | KTM         | 87    |
| 9       | Danny McCanney   | Gas Gas     | 38    |
| 10      | Xavier León      | KTM         | 36    |

## Categories inferiors
| Categoria              | Campió              | Motocicleta | Punts |
| ---------------------- | ------------------- | ----------- | ----- |
| Júnior Open            | Alfredo Gómez       | Husaberg    | 207   |
| Trofeu Júnior 125cc 2T | Kirian Mirabet      | KTM         | 208   |
| Trofeu Enduro Júnior   | David Tovar         | KTM         | 201   |
| Sènior B 2T            | Constantino Pérez   | Gas Gas     | 214   |
| Sènior B 4T            | Christian Ardèvol   | Beta        | 225   |
| Sènior C 2T            | Jorge David Moreno  | KTM         | 219   |
| Sènior C 4T            | David Gómez         | Yamaha      | 220   |
| Màster                 | Francisco Izquierdo | Yamaha      | 212   |
| Féminas                | Rosa Romero         | KTM         | 165   |

## Classificació per marques

### Scratch
| Posició | Marca     | Punts |
| ------- | --------- | ----- |
| 1       | Gas Gas   | 374   |
| 2       | KTM       | 374   |
| 3       | Husaberg  | 299   |
| 4       | Husqvarna | 212   |
| 5       | Yamaha    | 175   |
| 6       | Sherco    | 62    |
| 7       | Beta      | 44    |

- Club guanyador: Moto Club Ronda

### Enduro 1
| Posició | Marca     | Punts |
| ------- | --------- | ----- |
| 1       | KTM       | 355   |
| 2       | Gas Gas   | 303   |
| 3       | Sherco    | 272   |
| 4       | Husqvarna | 223   |
| 5       | Yamaha    | 166   |

- Club guanyador: Sip Sport

### Enduro 2
| Posició | Marca     | Punts |
| ------- | --------- | ----- |
| 1       | KTM       | 396   |
| 2       | Gas Gas   | 236   |
| 3       | Husaberg  | 212   |
| 4       | Yamaha    | 181   |
| 5       | Beta      | 136   |
| 6       | Husqvarna | 111   |
| 7       | Sherco    | 36    |

- Club guanyador: MC Segre

### Enduro 3
| Posició | Marca    | Punts |
| ------- | -------- | ----- |
| 1       | Husaberg | 423   |
| 2       | KTM      | 320   |
| 3       | Gas Gas  | 245   |
| 4       | Beta     | 16    |
| 5       | Honda    | 9     |

- Club guanyador: MC Segre

### Categories inferiors

#### Júnior Open
| Posició | Marca     | Punts |
| ------- | --------- | ----- |
| 1       | KTM       | 405   |
| 2       | Husaberg  | 340   |
| 3       | Husqvarna | 179   |
| 4       | Sherco    | 121   |
| 5       | Gas Gas   | 22    |
| 6       | Suzuki    | 13    |
| 7       | Yamaha    | 12    |

- Club guanyador: MC Segre

#### 125cc 2T
| Posició | Marca    | Punts |
| ------- | -------- | ----- |
| 1       | KTM      | 449   |
| 2       | Husaberg | 142   |

- Club guanyador: MC Segre

#### Sènior B 2T
| Posició | Marca    | Punts |
| ------- | -------- | ----- |
| 1       | Gas Gas  | 415   |
| 2       | Husaberg | 359   |
| 3       | KTM      | 304   |
| 4       | Yamaha   | 66    |
| 5       | Suzuki   | 58    |
| 6       | Honda    | 37    |

- Club guanyador: MC Villaviciosa

#### Sènior B 4T
| Posició | Marca     | Punts |
| ------- | --------- | ----- |
| 1       | KTM       | 375   |
| 2       | Sherco    | 310   |
| 3       | Beta      | 273   |
| 4       | Honda     | 200   |
| 5       | Husaberg  | 142   |
| 6       | Yamaha    | 115   |
| 7       | Husqvarna | 94    |
| 8       | Suzuki    | 88    |
| 9       | Gas Gas   | 43    |

- Club guanyador: Escuderia Cop de Gas

#### Sènior C 2T
| Posició | Marca     | Punts |
| ------- | --------- | ----- |
| 1       | KTM       | 446   |
| 2       | Gas Gas   | 349   |
| 3       | Husaberg  | 83    |
| 4       | Honda     | 79    |
| 5       | Husqvarna | 12    |

- Club guanyador: MC Baix Berguedà

#### Sènior C 4T
| Posició | Marca     | Punts |
| ------- | --------- | ----- |
| 1       | Yamaha    | 383   |
| 2       | KTM       | 324   |
| 3       | Honda     | 234   |
| 4       | Sherco    | 217   |
| 5       | Husqvarna | 47    |
| 6       | Gas Gas   | 31    |

- Club guanyador: Massoni Sport

#### Màster
| Posició | Marca     | Punts |
| ------- | --------- | ----- |
| 1       | KTM       | 407   |
| 2       | Yamaha    | 358   |
| 3       | Sherco    | 127   |
| 4       | Honda     | 115   |
| 5       | Husaberg  | 78    |
| 6       | Gas Gas   | 31    |
| 7       | Husqvarna | 23    |
| 8       | Suzuki    | 7     |

- Club guanyador: MC Sitges

#### Féminas
| Posició | Marca    | Punts |
| ------- | -------- | ----- |
| 1       | KTM      | 187   |
| 2       | Yamaha   | 72    |
| 3       | Husaberg | 44    |
| 4       | Gas Gas  | 25    |

- Club guanyador: - Desert -

#### Enduro Júnior
| Posició | Marca     | Punts |
| ------- | --------- | ----- |
| 1       | KTM       | 438   |
| 2       | Husqvarna | 323   |
| 3       | Husaberg  | 149   |
| 4       | Yamaha    | 84    |
| 5       | Gas Gas   | 31    |
| 6       | Suzuki    | 11    |
| 7       | Sherco    | 3     |

- Club guanyador: MC Baix Berguedà